# Manuel Alegre
Manuel Alegre de Melo Duarte, né le 12 mai 1936 à Águeda, est un poète et homme politique portugais, résistant au régime de Salazar pendant lequel il était exilé en Algérie.

## Biographie
Membre du Parti socialiste portugais, il s'est pourtant présenté à l'élection présidentielle portugaise en 2006 en tant que candidat indépendant. Ce qui ne l'a pas empêché d'avoir la surprenante place de second devant son ancien ami et historique socialiste Mário Soares. Il est actuellement député au parlement portugais et récent fondateur d'un mouvement citoyen résultant de sa candidature. Il est à nouveau candidat lors de l'élection présidentielle portugaise de 2011, cette fois avec l'appui formel du PS, du Bloc de gauche et du PDA.
Quelques-unes de ses poésies ont été chantées par Amalia Rodrigues sur des musiques d'Alain Oulman.

## Distinctions
- Grand-croix de l'ordre de Sant'Iago de l'Épée

## Œuvres

### Poésie
- Praça da Canção (1965)
- O Canto e as Armas (1967)
- Um Barco para Ítaca (1971)
- Letras (1974)
- Coisa Amar, Coisas do Mar (1976)
- Nova do Achamento (1979)
- Atlântico (1981)
- Babilónia (1983)
- Chegar Aqui (1984)
- Aicha Conticha (1984)
- Obra Poética, Vol. I, O Canto e as Armas (1989)
- Obra Poética, Vol. II, Atlântico (1989)
- Rua de Baixo (1990)
- A Rosa e o Compasso (1991)
- Com que Pena (1992)
- Sonetos do Obscuro Quê (1993)
- Coimbra Nunca Vista (1995)
- Trinta Anos de Poesia (1993)
- As Naus de Verde Pinho (1996)
- Alentejo e Ninguém (1996)
- Che (1997)
- Senhora das Tempestades (1998)
- Pico (1998)
- Rouxinol do Mundo (1998)
- Obra Poética (1999)
- Livro do português Errante (2001)
- Diálogos = Cristina Valada + Manuel Alegre (2001)

### Prose
- Jornada de África (1989)
- O Homem do País Azul (1989)
- Alma (1995)
- Contra a Corrente (1997)
- A Terceira Rosa (1998)
- Uma Carga de Cavalaria (1999)
- Arte de Marear (2002)
- Cão Como Nós (2002)
- Um Velho em Arzila (2003)
- Rafael (2004)
- O Quadrado (2005)